# Sara Lumholdt
Sara Helena Lumholdt (* 25. Oktober 1984 in Solna) ist eine schwedische Sängerin. Bis 2004 war sie Mitglied der ABBA-Coverband A*Teens und begann danach eine Solokarriere als Sängerin. Heute arbeitet sie als Poledance-Trainerin in Stockholm.

## Leben und Werk
Sie war Mitglied im schwedischen Quartett A*Teens, das als ABBA-Coverband bekannt wurde. Trotz des weltweiten Erfolgs trennten die A*Teens sich 2004 und Lumholdt nahm eine Auszeit. Im September 2005 hatte sie einen Begleitkommentar im schwedischen Electronic Arts Racing Game: Burnout Revenge. Zusätzlich absolvierte sie einige Auftritte im lokalen Sportklub Ballbreaker. Dort sang sie die schwedische Nationalhymne für die Weltmeisterschaft 2006. Seit 2005 hat Lumholdt mit schwedischen Produzenten und Songwritern sowie mit Produzenten in New York und Los Angeles an ihrem Soloalbum gearbeitet. Am 14. März 2007 veröffentlichte sie unter dem Künstlernamen Sara Love das Cover Physical (Original von Olivia Newton-John), im August 2007 später folgte Glamour Bitch mit Milano Money.
Der im Juni 2008 nur als Download veröffentlichte Song First war als erste Single ihres ersten Soloalbums My Serenade gedacht, das jedoch nie offiziell veröffentlicht wurde. Anfang 2011 nahm sie mit dem Song Enemy am Melodifestivalen teil, dem schwedischen Vorentscheid zum Eurovision Song Contest. 2012 nahm sie an verschiedenen schwedischen TV-Shows als Kandidatin teil, u. a. an Superstars und an der schwedischen Ausgabe von The X Factor.

## Diskografie
mit A*Teens
Solo
- 2007: Let’s Get Physical
- 2007: Glamour Bitch
- 2008: First
- 2011: Enemy